# Ociel Baena
Jesús Ociel Baena Saucedo (Saltillo, 9 de diciembre de 1984-Aguascalientes, 13 de noviembre de 2023) fue la primera persona no binaria mexicana en ocupar una Magistratura Judicial en México y América Latina, como parte del Tribunal Electoral del Estado de Aguascalientes, donde logró que su título oficial fuera incluido con lenguaje no binario como Magistrade del Tribunal Electoral del Estado de Aguascalientes. Su carrera destacó dentro del derecho, la política y el activismo en favor de la Comunidad LGBT+ de dicho país.

## Biografía
Estudió la licenciatura en derecho en la Facultad de Jurisprudencia de la Universidad Autónoma de Coahuila, donde también cursó la maestría en Derecho Constitucional y Políticas Gubernamentales. Posteriormente, obtuvo el doctorado en derecho por la Universidad Autónoma de Durango.
El 1 de octubre de 2022, tomó protesta como parte del Pleno del Tribunal Electoral del Estado de Aguascalientes, convirtiéndose en la primera persona no binaria en asumir una magistratura judicial en materia electoral en México y América Latina. Su disidencia de género fue reconocida por el propio tribunal, quien oficialmente le designaba, con lenguaje incluyente, como Magistrade del Tribunal Electoral del Estado de Aguascalientes con el cargo de Secretarie General de Acuerdos, a través de un documento oficial que le fue conferido el 17 de mayo de 2022, en el marco del Día Internacional de la Lucha contra la Homofobia, Lesbofobia, Transfobia y Bifobia.
En mayo de 2023, la Secretaría de Relaciones Exteriores emitió a Baena el primer pasaporte de los Estados Unidos Mexicanos que reconocía el género no binario de una persona mexicana.

### Fallecimiento
El 13 de noviembre de 2023, fue reportado su fallecimiento ante las autoridades, luego que la persona encargada del aseo en la residencia llegó y vio los cuerpos de Baena y Dorian Daniel Nieves Herrera, su pareja sentimental. Al momento de llegar las autoridades vieron que sus cuerpos ya no tenían signos vitales, además de que contaban con signos de violencia.
Tras su muerte, miles de personas se manifestaron en Ciudad de México y otras localidades mexicanas, donde pidieron justicia y el esclarecimiento de las circunstancias del fallecimiento de Baena y Nieves. Entre las altas autoridades que se unieron a la petición de justicia para la pareja se encuentra la secretaria de Relaciones Exteriores, Alicia Bárcena.

## Premios y reconocimientos
- Premio de Méritos Administrativos correspondiente al ejercicio 2013, otorgado por el Instituto Nacional Electoral (INE).[4][14]